# Miss Kraken. Ruby Gillman
Miss Kraken. Ruby Gillman (ang. Ruby Gillman, Teenage Kraken, 2023) – amerykański film animowany z wytwórni DreamWorks Animation.
Polska premiera kinowa: 30 czerwca 2023 roku; dystrybucja: United International Pictures Polska.

## Fabuła
„Miss Kraken. Ruby Gillman” opowie  o nieśmiałej nastolatce, która odkrywa, że należy do legendarnej królewskiej linii mitycznych morskich krakenów i że jej przeznaczenie jest inne niż to o jakim kiedykolwiek marzyła.
Słodka, nieporadna 16-letnia, Ruby Gillman (głos Lany Condor) desperacko stara się dopasować do istniejących zasad w liceum, ale przeważnie czuje się po prostu niezauważana. Ruby nie może spędzać czasu z fajnymi dzieciakami na plaży, ponieważ jej nadopiekuńcza mama (głos nominowanej do Oscara® Toni Collette), zabroniła jej wchodzić do wody.
Ale kiedy złamie zasadę nr 1 swojej mamy, Ruby odkryje, że jest potomkinią wojowniczych Krakenów i jest przeznaczona do odziedziczenia tronu po swojej babci (głos zdobywczyni Nagrody Akademii® Jane Fondy), Wojowniczej Królowej Siedmiu Mórz.
Krakeny są strażnikami oceanów, chronią je przed próżnymi, żądnymi władzy syrenami, które od wieków walczą z Krakenami.
Okazuje się, że nowa dziewczyna  szkole, piękna Chelsea (głos zdobywczyni nagrody Emmy, Annie Murphy) jest syreną. Ruby będzie musiała w końcu zaakceptować to, kim jest i zrobić coś wielkiego, by chronić tych, których kocha najbardziej.
Film został wyreżyserowany przez nominowanego do Nagrody Akademii Filmowej Kirka DeMicco („Krudowie”) i wyprodukowany przez Kelly Cooney Cilellę („Trolle”), a współreżyserem jest Faryn Pearl („Krudowie. Nowa era”).
Źródło: opis dystrybutora

## Wersja polska
Wersja polska: Hiventy Poland

Dialogi polskie: Bartosz Wierzbięta

Reżyseria: Elżbieta Kopocińska

Dźwięk i montaż: Łukasz Fober

Kierownictwo produkcji: Dorota Nyczek

W wersji polskiej wystąpili:
- Natalia Stachyra – Ruby Gillman
- Justyna Kowalska – Chelsea Van Der Zee
- Maria Pakulnis – Babka Ma
- Lidia Sadowa – Agatha Gillman
- Szymon Kuśmider – Arthur Gillman
- Mateusz Narloch – Bryl
- Tomasz Grochoczyński – Kapitan Gordon Latarnia
- Jan Butruk – Connor
- Julia Chatys – Margot
- Mikołaj Wachowski – Sam Gillman
- Natalia Gadomska – Bliss
- Jan Jakubik – Trevin
- Martyna Szymańska – Janice
- Kamil Pruban – Doug

W pozostałych rolach:
- Julia Borkowska –
  - Uczniowie,
  - Krakeny,
  - Imprezowicze
- Maciej Czerklański –
  - Uczniowie,
  - Krakeny,
  - Imprezowicze
- Agnieszka Fajlhauer –
  - Uczniowie,
  - Krakeny,
  - Imprezowicze
- Katarzyna Łaska – Carol
- Elżbieta Kopocińska – Bibliotekarka
- Przemysław Kowalski –
  - Uczniowie,
  - Krakeny,
  - Imprezowicze
- Mateusz Kwiecień – Dyrektor
- Tomasz Mechowicki –
  - Uczniowie,
  - Krakeny,
  - Imprezowicze
- Anna Mierzwa – 
  - Uczniowie,
  - Krakeny,
  - Imprezowicze
- Kamil Mróz – 
  - Uczniowie,
  - Krakeny,
  - Imprezowicze
- Magdalena Sildatk –
  - Uczniowie,
  - Krakeny,
  - Imprezowicze
- Bernadetta Statkiewicz –
  - Uczniowie,
  - Krakeny,
  - Imprezowicze
- Mikołaj Śliwa –
  - Uczniowie,
  - Krakeny,
  - Imprezowicze